# Eliminacja identycznych duplikatów
Eliminacja identycznych duplikatów (ang. single-instance storage) – jeden z rodzajów deduplikacji. Technologia polegająca na eliminacji plików będących identycznymi kopiami pliku uprzednio zapisanego. 
Była to pierwsza metoda globalnej kompresji oparta na algorytmie hashowym – jeśli hashe dwóch plików są takie same, pliki są traktowane jako identyczne, nawet jeśli mają inne nazwy, czy daty modyfikacji. Metoda ta była szczególnie przydatna w przypadku eliminacji duplikatów w postaci załączników rozsyłanych pocztą elektroniczną lub plików systemowych rezydujących na komputerach spiętych w sieć. 
Dużą wadą tego rozwiązania jest fakt, iż jeśli plik zostanie w jakikolwiek sposób zmodyfikowany (wystarczy zmiana pojedynczego bajtu), musi on zostać w całości zapisany na nowo.